# Liberty Tree

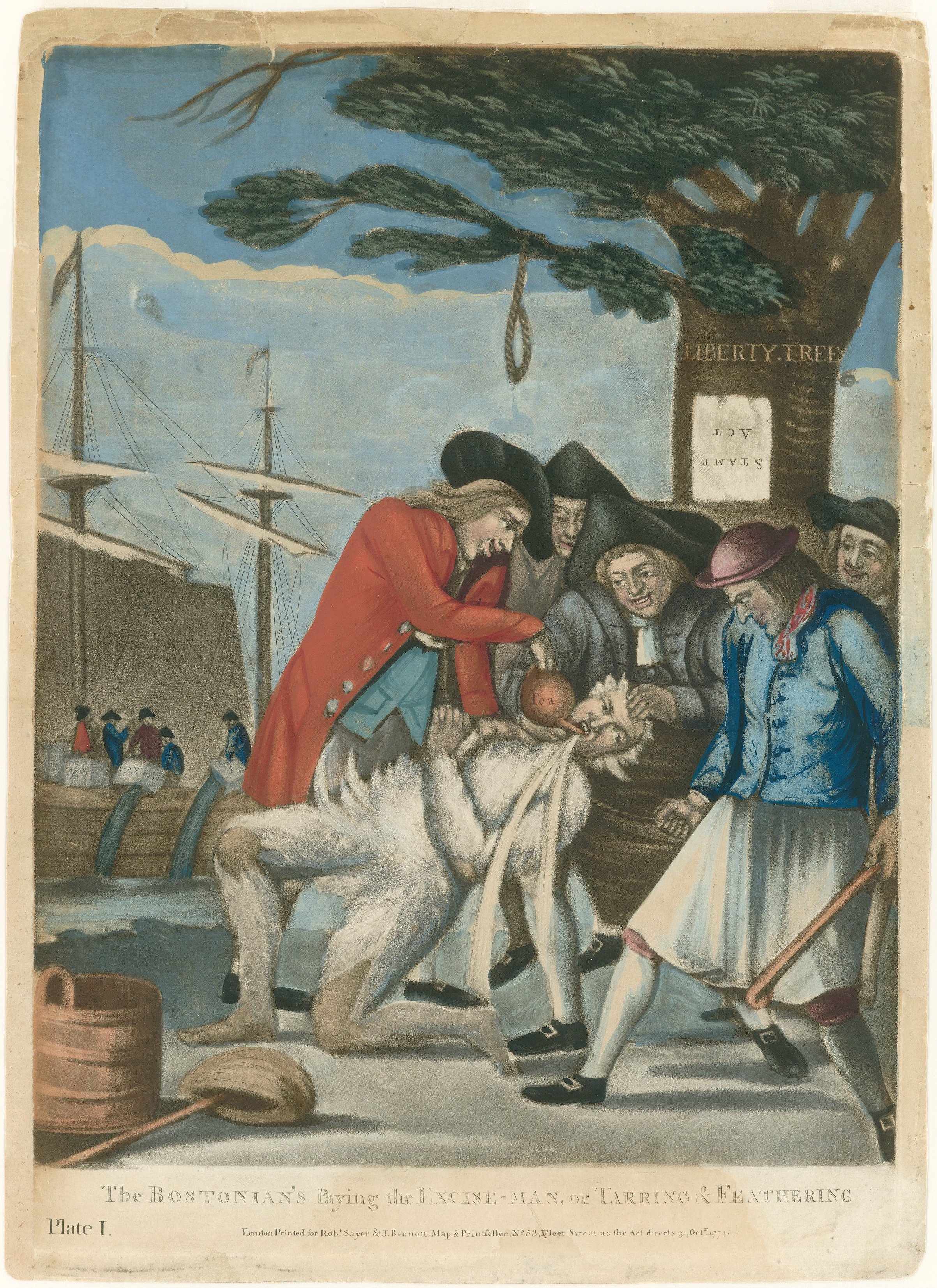
Les Fils de la Liberté réalisant le supplice du goudron et des plumes à un percepteur après du Liberty Tree.

Le Liberty Tree (« Arbre de la liberté ») était un célèbre orme qui se tenait à Boston près du Boston Common, dans les jours précédant la révolution américaine. Dix ans avant celle-ci, les colons de la ville y ont réalisé le premier acte de défiance contre le gouvernement britannique. Cet arbre de la liberté est par la suite devenu un point de ralliement pour la résistance croissante dans les colonies américaines.